# Lea DeLaria
Lea DeLaria (Belleville, 23 maggio 1958) è un'attrice e cantante statunitense.

## Biografia
Figlia di Jerry Jean Cox, casalinga, e Robert George DeLaria, pianista jazz e assistente sociale. I suoi nonni paterni erano italiani. Ha frequentato l'asilo fino alla terza media presso la St. Mary's Elementary School di Belleville e ha fatto riferimento alla sua educazione cattolica nelle sue esibizioni.
La carriera di DeLaria è iniziata nel 1982 quando si è trasferita a San Francisco e ha recitato in cabaret volgari nel Mission District. Discutendo il suo spettacolo stand-up, DeLaria dice: "Questo è quello che sono, quando sono lì. Questo è tutto. Sono una grande lesbica mascolina. Ecco chi sono. E sono una amichevole. Sono una grande lesbica mascolina con un sorriso sulla faccia."
Nel 1986, DeLaria ha diretto "Ten Percent Revue", una rivista musicale con canzoni legate all'omosessualità e la maggior parte delle quali riflette l'orgoglio di essere gay. "Ten Percent Revue" fu rappresentata a Boston, San Francisco, Provincetown, Philadelphia e Atlanta. Molti spettacoli sono andati esauriti.
Nel 1988, DeLaria ha recitato in "Dos Lesbos", una commedia musicale su due lesbiche che affrontano i problemi della convivenza. Lo spettacolo ha ricevuto recensioni molto favorevoli a livello nazionale.
DeLaria ha recitato in "Girl Friday: We're Funny That Way", una commedia musicale, nel 1989.
Quando DeLaria è apparsa al The Arsenio Hall Show nel 1993, è stata la prima comica apertamente gay ad apparire in un talk show a tarda notte. Mentre appariva nello show, DeLaria ha detto: "Ciao a tutti, mi chiamo Lea DeLaria, ed è fantastico essere qui, perché sono gli anni '90! È trendy essere queer! Sono una grande lesbica". DeLaria in seguito disse che le era stato detto che non avrebbe dovuto usare il termine "dyke" (lesbica) in onda. Hall in seguito la difese, dicendo: "Se vuole definire se stessa usando il termine "dyke", sono affari suoi".
Nel dicembre 1993, ha ospitato DeLaria Comedy Central's Out There, il primo all-gay stand-up comedy speciale.
Nota per interpretare il personaggio di Carrie "Big Boo" Black nella serie Orange Is the New Black a partire dal 2013, ha recitato anche in diversi musical, tra cui On The Town (Broadway, 1998), Chicago (tour statunitense, 1998), The Rocky Horror Show (Broadway, 2000), Hair (Broadway, 2004), Mame (Media Theatre, 2013) e Mamma Mia! (Los Angeles, 2017).
È dichiaratamente omosessuale.

## Vita privata
Nel gennaio 2015, ha annunciato il fidanzamento con l'editrice di moda Chelsea Fairless. Nel gennaio 2017, DeLaria ha confermato l'annullamento del fidanzamento.

## Filmografia

### Cinema
- Il club delle prime mogli (The First Wives Club), regia di Hugh Wilson (1996)
- Chiamatemi Boy George (Edge of Seventeen), regia di David Moreton (1998)
- Potato Dreams of America, regia di Wes Hurley (2021)

### Televisione
- Matlock - serie TV, 2 episodi (1994)
- OP Center - film TV (1995)
- Friends - serie TV, episodio 2x11 (1996)
- The Drew Carey Show - serie TV, 1 episodio (1998)
- Una vita da vivere - serie TV, 31 episodi (1999-2011)
- The Oblongs - serie TV, 7 episodi (2001)
- Further Tales of the City - miniserie TV diretta da Pierre Gang (2001)
- Will & Grace - serie TV, 1 episodio (2003)
- Californication - serie TV, 1 episodio (2012)
- Orange Is the New Black - serie TV, 48 episodi (2013-2019)
- Shameless - serie TV, 2 episodi (2018)

## Doppiatrici italiane
- Barbara Castracane in Orange Is the New Black
- La Pina in Cars 3
- Cinzia De Carolis in Shameless

## Discografia
- 2001 - Play It Cool
- 2008 - The Live Smoke Sessions
- 2010 - Be a Santa
- 2015 - House od David